# Patterson (Geórgia)
Patterson é uma cidade localizada no estado americano de Geórgia, no Condado de Pierce.

## Demografia
Segundo o censo americano de 2000, a sua população era de 627 habitantes.
Em 2006, foi estimada uma população de 672, um aumento de 45 (7.2%).

## Geografia
De acordo com o United States Census Bureau tem uma área de 7,1 km², dos quais 7,1 km² cobertos por terra e 0,0 km² cobertos por água. Patterson localiza-se a aproximadamente 32 m acima do nível do mar.

## Localidades na vizinhança
O diagrama seguinte representa as localidades num raio de 28 km ao redor de Patterson.